# زندگی در پیش رو
زندگی در پیش رو (به فرانسوی: La Vie devant soi) رمانی نوشته رومن گاری در سال ۱۹۷۵ است. وی این رمان را با نام مستعار امیل آژار منتشر کرد تا بتواند برای دومین بار جایزه گنکور را کسب کند. از این رمان، فیلمی نیز توسط Moshé Mizrahi در سال ۱۹۷۷ ساخته شده‌است.

## جوایز
- جایزه گنکور - ۱۹۷۷

## ترجمه‌های فارسی
- لیلی گلستان - نشر بازتاب نگار - تهران - ۱۳۸۰[۱]